# 勒卡内代莫尔
勒卡内德莫尔（法語：Le Cannet-des-Maures，法語發音：[lə kanɛ de mɔʁ]）是法国普罗旺斯-阿尔卑斯-蓝色海岸大区瓦尔省的一个市镇，属于德拉吉尼昂区。

## 地理
勒卡内德莫尔（43°23'30"N, 6°20'27"E）面积73.64 平方千米，位于法国普罗旺斯-阿尔卑斯-蓝色海岸大区瓦尔省，该省份为法国东南部沿海省份，北起上普罗旺斯阿尔卑斯省，西北角与沃克吕兹省接壤，西接罗讷河口省，南濒地中海，东临滨海阿尔卑斯省。
与勒卡内德莫尔接壤的市镇（或旧市镇、城区）包括：勒托罗内、拉加尔德弗雷内、洛尔格、勒吕克、莱马永、维多邦。
勒卡内德莫尔的时区为UTC+01:00、UTC+02:00（夏令时）。

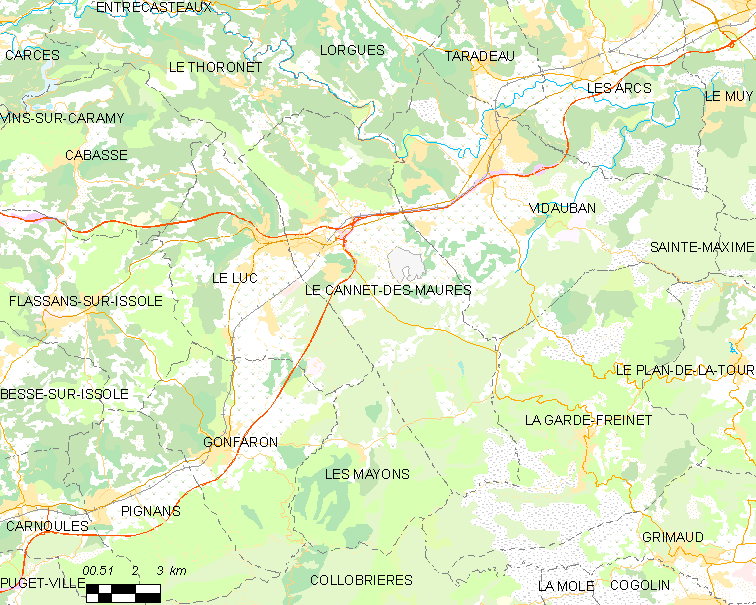
勒卡内德莫尔的OSM定位图

## 行政
勒卡内德莫尔的邮政编码为83340，INSEE市镇编码为83031。

## 政治
勒卡内德莫尔所属的省级选区为勒吕克县。

## 人口

1962-2008年间勒卡内德莫尔人口变化图示

勒卡内德莫尔于2022年1月1日时的人口数量为4866人。